# Treia (stolica tytularna)
Treia (łac. Diocesis Cinulana) – stolica historycznej diecezji w Italii erygowanej w V wieku, a włączonej w 1986 w skład Diecezji Macerata. 
Współczesne miasto Treia w prowincji Macerata we Włoszech. Obecnie katolickie biskupstwo tytularne ustanowione 17 grudnia 2022 przez papieża Franciszka.

## Biskupi tytularni
| Lp. | Biskup           | Funkcja             | Od              | Do |
| --- | ---------------- | ------------------- | --------------- | -- |
| 1   | Germano Penemote | nuncjusz apostolski | 16 czerwca 2023 |    |